# بوينغ إكس إف8بي
طائرة بوينغ أكس أف 8 ب (XF8B نموذج 400) هي طائرة ذات محرك واحد طورتها شركة بوينغ خلال الحرب العالمية الثانية لتزويد البحرية الأمريكية بطائرة مقاتلة  طويلة المدى تستخدم على متن السفن. كان يقصد بها القيام بعمليات ضد الأراضي اليابانية بالانطلاق من حاملات الطائرات خارج نطاق البر الياباني. مصممت للقيام بمختلف الأدوار بما في ذلك الإعتراض طويل المدى وكمقاتلة مرافقة ومقاتلة غوص والقاء الطوربيدو. واستعمل في تصميمها النهائي عدد من الميزات المبتكرة من أجل إنجاز مختلف الأدوار. وعلى الرغم من قدراتها الهائلة، إلا أنها لم تدخل سلسلة الإنتاج.

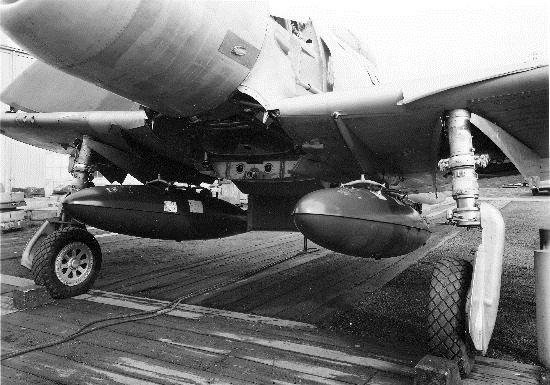
قطرة خزان الترتيب على XF8B-1

## المشغلون
- جيش الولايات المتحدة القوات الجوية
- بحرية الولايات المتحدة

## المواصفات
البيانات من Jane's all the World's Aircraft 1947, Boeing XF8B-1 "Five-in-one" fighter., Last of the Line: Boeing's XF8B-1 Multi-purpose Fighter
الخصائص العامة
- طاقم: 1
- طول: 43 قدم 3 بوصة (13.18 م)
- باع الجناح: 54 قدم (16 م)
- ارتفاع: 16 قدم 3 بوصة (4.95 م)
- مساحة الجناح: 489 قدم2 (45.4 م2)
- الوزن فارغة: 13,519 رطل (6,132 كـغ)
- الوزن الإجمالي: 20,508 رطل (9,302 كـغ)
- وزن الإقلاع الأقصى: 21,691 رطل (9,839 كـغ)
- محركات: 1 × برات آند ويتني آر-4360 واسب ميجر 28 cylinder four-row air-cooled piston engine, 3,000 حصان (2,200 كـو)   for take-off; (3,600 حصان (2,700 كـو) war emergency with water injection)
- مراوح: 3-ريشة 2x Aeroprop, 13 قدم 6 بوصة (4.11 م) diameter contra-rotating co-axial propellers

أداء
- السرعة القصوى: 450 ميل/س (724 كم/س؛ 391 عقدة) + (with war emergency power and water injection)
- سرعة العبور: 190 ميل/س (165 عقدة؛ 306 كم/س)
- مدى: 2,800 ميل (2,433 nmi؛ 4,506 كـم)
- سقف الخدمة: 37,500 قدم (11,430 م)
- معدل الصعود: 2,000 قدم/د (10 م/ث)
- الطاقة / الكتلة: 0.15 hp/lb (0.240 kW/kg)

تسليح

- مدفع رشاش:

- 6x 20 مـم (0.787 بوصة) cannon

or
- 6x 0.5 بوصة (12.7 مـم) machine guns

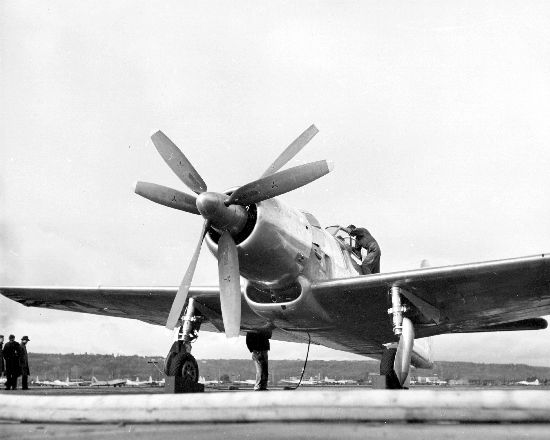
XF8B-1 توضح كونترا-مراوح دوارة

- Rockets: provision for rockets under the outer wings
- القنابل:

- 6,400 رطل (2,900 كـغ) bombs

or
- 2x 2,000 رطل (910 كـغ) torpedoes

## للإستزادة
- Blackburn Firebrand
- Curtiss XBTC
- Goodyear F2G
- Westland Wyvern
- List of aircraft of World War II
- قائمة الطائرات المقاتلة
- List of aircraft of the U.S. military, World War II

## للإستزادة =
- Green، William (1961). War Planes of the Second World War. Macdonald & Co. ص. 26–27. ISBN:0-356-01448-7.
- Green، William؛ Swanborough، Gordon (1976). US Navy and Marine Corps fighters. Macdonald and Jane's. ص. 4. ISBN:0-356-08222-9.
- Koehnen، Richard C (يوليو 1975). "XF8B-1... Last of the Breed: Boeing's Five-in-One Fighter". Airpower. ج. 5 ع. 4.
- Pedigree of Champions: Boeing Since 1916 (ط. Third). The Boeing Company. 1969.
- Zichek، Jared A. (2007). The Boeing XF8B-1 fighter : last of the line. Schiffer Pub. ISBN:0-7643-2587-6.

## وصلات خارجية
- بوينغ XF8B-1
- XF8B-1 المقاتلة القاذفة